# Olympische Sommerspiele 2012/Teilnehmer (Venezuela)
| Gelbes Symbol für Goldmedaillen mit stilisierten Olympischen Ringen | Graues Symbol für Silbermedaillen mit stilisierten Olympischen Ringen | Braundes Symbol für Bronzemedaillen mit stilisierten Olympischen Ringen |
| ------------------------------------------------------------------- | --------------------------------------------------------------------- | ----------------------------------------------------------------------- |
| 1                                                                   | —                                                                     | —                                                                       |

Venezuela nahm in London an den Olympischen Spielen 2012 teil. Es war die insgesamt 17. Teilnahme an Olympischen Sommerspielen. Vom Comité Olímpico Venezolano wurden 69 Athleten in 14 Sportarten nominiert.

## Medaillengewinner

### Gold
| Name          | Sportart | Wettkampf    |
| ------------- | -------- | ------------ |
| Rubén Limardo | Fechten  | Degen Einzel |

## Teilnehmer nach Sportarten

### Beachvolleyball
| Athleten                       | Gruppenphase                                                             | Gruppenphase                                                           | Gruppenphase | Gruppenphase | Achtelfinale  | Achtelfinale  | Viertelfinale | Viertelfinale | Halbfinale    | Halbfinale    | Finale        | Finale        | Rang |
| Athleten                       | Gegner                                                                   | Ergebnis                                                               | Punkte       | Rang         | Gegner        | Ergebnis      | Gegner        | Ergebnis      | Gegner        | Ergebnis      | Gegner        | Ergebnis      | Rang |
| ------------------------------ | ------------------------------------------------------------------------ | ---------------------------------------------------------------------- | ------------ | ------------ | ------------- | ------------- | ------------- | ------------- | ------------- | ------------- | ------------- | ------------- | ---- |
| Männer                         |                                                                          |                                                                        |              |              |               |               |               |               |               |               |               |               |      |
| Igor Hernández Jesus Villafañe | R. Nummerdor / R. Schuil M. Pļaviņš / J. Šmēdiņš J. Erdmann / K. Matysik | 1:2 (18:21, 21:17, 10:15) 0:2 (14:21, 16:21) 1:2 (22:20, 16:21, 11:15) | 3            | 4            | ausgeschieden | ausgeschieden | ausgeschieden | ausgeschieden | ausgeschieden | ausgeschieden | ausgeschieden | ausgeschieden | 19   |

### Bogenschießen
| Athleten     | Wettbewerb | Qualifikation | Qualifikation | 1. Runde      | 1. Runde | 2. Runde      | 2. Runde      | Achtelfinale  | Achtelfinale  | Viertelfinale | Viertelfinale | Halbfinale    | Halbfinale    | Finale        | Finale        | Rang |
| Athleten     | Wettbewerb | Ringe         | Rang          | Gegner        | Ergebnis | Gegner        | Ergebnis      | Gegner        | Ergebnis      | Gegner        | Ergebnis      | Gegner        | Ergebnis      | Gegner        | Ergebnis      | Rang |
| ------------ | ---------- | ------------- | ------------- | ------------- | -------- | ------------- | ------------- | ------------- | ------------- | ------------- | ------------- | ------------- | ------------- | ------------- | ------------- | ---- |
| Frauen       |            |               |               |               |          |               |               |               |               |               |               |               |               |               |               |      |
| Leidys Brito | Einzel     | 634           | 45            | Cheng Ming    | 4:6      | ausgeschieden | ausgeschieden | ausgeschieden | ausgeschieden | ausgeschieden | ausgeschieden | ausgeschieden | ausgeschieden | ausgeschieden | ausgeschieden | 33   |
| Männer       |            |               |               |               |          |               |               |               |               |               |               |               |               |               |               |      |
| Elias Malave | Einzel     | 666           | 25            | Kuo Cheng-wei | 5:6      | ausgeschieden | ausgeschieden | ausgeschieden | ausgeschieden | ausgeschieden | ausgeschieden | ausgeschieden | ausgeschieden | ausgeschieden | ausgeschieden | 33   |

### Boxen
| Athleten         | Wettbewerb              | 1. Runde         | 1. Runde | Achtelfinale   | Achtelfinale  | Viertelfinale  | Viertelfinale | Halbfinale    | Halbfinale    | Finale        | Finale        | Rang |
| Athleten         | Wettbewerb              | Gegner           | Ergebnis | Gegner         | Ergebnis      | Gegner         | Ergebnis      | Gegner        | Ergebnis      | Gegner        | Ergebnis      | Rang |
| ---------------- | ----------------------- | ---------------- | -------- | -------------- | ------------- | -------------- | ------------- | ------------- | ------------- | ------------- | ------------- | ---- |
| Frauen           |                         |                  |          |                |               |                |               |               |               |               |               |      |
| Karlha Magliocco | Fliegengewicht 48–51 kg | Erica Matos      | 15:14    | –              | –             | Marlen Esparza | 16:24         | ausgeschieden | ausgeschieden | ausgeschieden | ausgeschieden | 5    |
| Männer           |                         |                  |          |                |               |                |               |               |               |               |               |      |
| Gabriel Maestre  | Weltergewicht bis 69 kg | Amin Ghasemipour | 13:8     | Siphiwe Lusizi | 18:13         | Serik Säpijew  | 9:20          | ausgeschieden | ausgeschieden | ausgeschieden | ausgeschieden | 5    |
| José Espinoza    | Mittelgewicht bis 75 kg | Zoltán Harcsa    | 13:16    | ausgeschieden  | ausgeschieden | ausgeschieden  | ausgeschieden | ausgeschieden | ausgeschieden | ausgeschieden | ausgeschieden | –    |

### Fechten
| Athleten          | Wettbewerb     | 1. Runde       | 1. Runde | 2. Runde         | 2. Runde      | Achtelfinale   | Achtelfinale  | Viertelfinale | Viertelfinale | Halbfinale    | Halbfinale    | Finale           | Finale        | Rang |
| Athleten          | Wettbewerb     | Gegner         | Ergebnis | Gegner           | Ergebnis      | Gegner         | Ergebnis      | Gegner        | Ergebnis      | Gegner        | Ergebnis      | Gegner           | Ergebnis      | Rang |
| ----------------- | -------------- | -------------- | -------- | ---------------- | ------------- | -------------- | ------------- | ------------- | ------------- | ------------- | ------------- | ---------------- | ------------- | ---- |
| Frauen            |                |                |          |                  |               |                |               |               |               |               |               |                  |               |      |
| María Martínez    | Degen Einzel   | Imke Duplitzer | 10:15    | ausgeschieden    | ausgeschieden | ausgeschieden  | ausgeschieden | ausgeschieden | ausgeschieden | ausgeschieden | ausgeschieden | ausgeschieden    | ausgeschieden | 36   |
| Johana Fuenmayor  | Florett Einzel | Eman El-Gammal | 15:9     | Arianna Errigo   | 4:15          | ausgeschieden  | ausgeschieden | ausgeschieden | ausgeschieden | ausgeschieden | ausgeschieden | ausgeschieden    | ausgeschieden | 31   |
| Alejandra Benítez | Säbel Einzel   | –              | –        | Lee Ra-jin       | 15:9          | Sofja Welikaja | 10:15         | ausgeschieden | ausgeschieden | ausgeschieden | ausgeschieden | ausgeschieden    | ausgeschieden | 15   |
| Männer            |                |                |          |                  |               |                |               |               |               |               |               |                  |               |      |
| Silvio Fernández  | Degen Einzel   | –              | –        | D. Alexanin      | 15:12         | Ruslan Kudayev | 15:3          | Weston Kelsey | 9:15          | ausgeschieden | ausgeschieden | ausgeschieden    | ausgeschieden | 6    |
| Rubén Limardo     | Degen Einzel   | –              | –        | Ayman Fayez      | 15:13         | Max Heinzer    | 15:11         | Paolo Pizzo   | 15:12         | Weston Kelsey | 6:5           | Bartosz Piasecki | 15:10         | Gold |
| Hernán Jansen     | Säbel Einzel   | Hichem Samandi | 15:13    | Alexei Jakimenko | 4:15          | ausgeschieden  | ausgeschieden | ausgeschieden | ausgeschieden | ausgeschieden | ausgeschieden | ausgeschieden    | ausgeschieden | 31   |

### Gewichtheben
| Athleten         | Wettbewerb       | Reißen  | Reißen | Stoßen  | Stoßen | Zweikampf | Zweikampf | Rang |
| Athleten         | Wettbewerb       | Gewicht | Rang   | Gewicht | Rang   | Gewicht   | Rang      | Rang |
| ---------------- | ---------------- | ------- | ------ | ------- | ------ | --------- | --------- | ---- |
| Frauen           |                  |         |        |         |        |           |           |      |
| Betsi Rivas      | Klasse bis 48 kg | 70 kg   | 10     | 98 kg   | 6      | -         | -         | 8    |
| Inmara Henríquez | Klasse bis 53 kg | 81 kg   | 13     | 113 kg  | 5      | -         | -         | 10   |
| Männer           |                  |         |        |         |        |           |           |      |
| Junior Sánchez   | Klasse bis 69 kg | 148 kg  | 4      | 180 kg  | 5      | -         | -         | 5    |

### Judo
| Athleten           | Wettbewerb        | 1. Runde    | 1. Runde | Achtelfinale  | Achtelfinale  | Viertelfinale | Viertelfinale | Hoffnungsrunde Halbfinale | Hoffnungsrunde Halbfinale | Halbfinale    | Halbfinale    | Hoffnungsrunde Finale | Hoffnungsrunde Finale | Finale        | Finale        | Rang |
| Athleten           | Wettbewerb        | Gegner      | Ergebnis | Gegner        | Ergebnis      | Gegner        | Ergebnis      | Gegner                    | Ergebnis                  | Gegner        | Ergebnis      | Gegner                | Ergebnis              | Gegner        | Ergebnis      | Rang |
| ------------------ | ----------------- | ----------- | -------- | ------------- | ------------- | ------------- | ------------- | ------------------------- | ------------------------- | ------------- | ------------- | --------------------- | --------------------- | ------------- | ------------- | ---- |
| Frauen             |                   |             |          |               |               |               |               |                           |                           |               |               |                       |                       |               |               |      |
| Giovanna Blanco    | Klasse über 78 kg | Freilos     | Freilos  | Mika Sugimoto | 000-100       | ausgeschieden | ausgeschieden | ausgeschieden             | ausgeschieden             | ausgeschieden | ausgeschieden | ausgeschieden         | ausgeschieden         | ausgeschieden | ausgeschieden | 9    |
| Männer             |                   |             |          |               |               |               |               |                           |                           |               |               |                       |                       |               |               |      |
| Javier Guédez      | Klasse bis 60 kg  | A Lamusi    | 000-0111 | ausgeschieden | ausgeschieden | ausgeschieden | ausgeschieden | ausgeschieden             | ausgeschieden             | ausgeschieden | ausgeschieden | ausgeschieden         | ausgeschieden         | ausgeschieden | ausgeschieden | 9    |
| Ricardo Valderrama | Klasse bis 66 kg  | Rok Drakšič | 0001-100 | ausgeschieden | ausgeschieden | ausgeschieden | ausgeschieden | ausgeschieden             | ausgeschieden             | ausgeschieden | ausgeschieden | ausgeschieden         | ausgeschieden         | ausgeschieden | ausgeschieden | 17   |

### Leichtathletik
Laufen und Gehen
| Athleten                                                               | Wettbewerb        | Vorlauf     | Vorlauf | Halbfinale    | Halbfinale    | Finale        | Finale        | Rang |
| Athleten                                                               | Wettbewerb        | Zeit        | Rang    | Zeit          | Rang          | Zeit          | Rang          | Rang |
| ---------------------------------------------------------------------- | ----------------- | ----------- | ------- | ------------- | ------------- | ------------- | ------------- | ---- |
| Frauen                                                                 |                   |             |         |               |               |               |               |      |
| Nercely Soto                                                           | 200 m             | 23,54 s     | 8       | ausgeschieden | ausgeschieden | ausgeschieden | ausgeschieden | 40   |
| Yolimar Pineda                                                         | Marathon          | –           | –       | –             | –             | 2:45:16 h     | 94            | 94   |
| Milangela Rosales                                                      | 20 km Gehen       | –           | –       | –             | –             | 1:42:46 h     | 55            | 55   |
| Männer                                                                 |                   |             |         |               |               |               |               |      |
| Albert Bravo                                                           | 400 m             | 45,61 s     | 5       | 46,22 s       | 7             | ausgeschieden | ausgeschieden | 22   |
| Eduar Villanueva                                                       | 1500 m            | 3:43,11 min | 11      | ausgeschieden | ausgeschieden | ausgeschieden | ausgeschieden | 35   |
| Pedro Mora                                                             | Marathon          | –           | –       | –             | –             | 2:22:40 h     | 62            | 62   |
| José Peña                                                              | 3000 m Hindernis  | 8:24,06 min | 8       | –             | –             | ausgeschieden | ausgeschieden | 20   |
| Alberto Aguilar Albert Bravo Omar Longart Jose Melendez Arturo Ramírez | 4 × 400-m-Staffel | 3:02,62 min | 8       | –             | –             | 3:02,18 min   | 7             | 7    |

Springen und Werfen
| Athleten       | Wettbewerb   | Qualifikation    | Qualifikation | Finale        | Finale        | Rang |
| Athleten       | Wettbewerb   | Weite/Höhe       | Rang          | Weite/Höhe    | Rang          | Rang |
| -------------- | ------------ | ---------------- | ------------- | ------------- | ------------- | ---- |
| Frauen         |              |                  |               |               |               |      |
| Rosa Rodríguez | Hammerwerfen | 67,34 m          | 27            | ausgeschieden | ausgeschieden | 27   |
| Yusbelys Parra | Speerwerfen  | nicht angetreten | –             | ausgeschieden | ausgeschieden | –    |

### Radsport

#### Bahn
| Athleten                                   | Wettbewerb | Qualifikation | Qualifikation | Finals        | Finals        | Rang |
| Athleten                                   | Wettbewerb | Zeit          | Rang          | Zeit          | Rang          | Rang |
| ------------------------------------------ | ---------- | ------------- | ------------- | ------------- | ------------- | ---- |
| Frauen                                     |            |               |               |               |               |      |
| Daniela Larreal                            | Sprint     | 11,569 s      | 16            | ausgeschieden | ausgeschieden | 16   |
| Daniela Larreal                            | Keirin     | –             | 3             | ausgeschieden | ausgeschieden | 9    |
| Daniela Larreal Mariaesthela Vilera        | Teamsprint | 34,320 s      | 8             | ausgeschieden | ausgeschieden | 7    |
| Männer                                     |            |               |               |               |               |      |
| Hersony Canelón                            | Sprint     | 10,123 s      | 6             | ausgeschieden | ausgeschieden | 12   |
| Hersony Canelón                            | Keirin     | –             | 3             | ausgeschieden | ausgeschieden | 12   |
| Hersony Canelón César Marcano Ángel Pulgar | Teamsprint | 44,654 s      | 9             | ausgeschieden | ausgeschieden | 9    |

Mehrkampf
| Omnium Frauen  |          |    |    |    |    |              |    |    |              |    |    |    |
| Angie González | 15,115 s | 17 | 20 | 9  | 18 | 3:54:926 min | 17 | 17 | 37,578 s     | 17 | 95 | 18 |
| Omnium Männer  |          |    |    |    |    |              |    |    |              |    |    |    |
| Carlos Linares | 13,863 s | 16 | 16 | 16 | 14 | 4:36,477 min | 16 | 18 | 1:06,773 min | 16 | 96 | 17 |

#### Straße
| Athleten          | Wettbewerb       | Zeit         | Rang |
| ----------------- | ---------------- | ------------ | ---- |
| Frauen            |                  |              |      |
| Danielys García   | Straßenrennen    | 2:06:27 h    | 61   |
| Männer            |                  |              |      |
| Tomás Gil         | Straßenrennen    | 5:46:37 h    | 70   |
| Jackson Rodríguez | Straßenrennen    | 5:46:37 h    | 51   |
| Miguel Ubeto      | Straßenrennen    | 5:46:37 h    | 45   |
| Tomás Gil         | Einzelzeitfahren | 57:05,12 min | 33   |

#### BMX
| Athleten          | Wettbewerb | Qualifikation | Qualifikation | Viertelfinale | Viertelfinale | Halbfinale | Halbfinale | Finale | Finale | Rang |
| Athleten          | Wettbewerb | Zeit          | Rang          | Zeit          | Rang          | Punkte     | Rang       | Zeit   | Rang   | Rang |
| ----------------- | ---------- | ------------- | ------------- | ------------- | ------------- | ---------- | ---------- | ------ | ------ | ---- |
| Frauen            |            |               |               |               |               |            |            |        |        |      |
| Stefany Hernández | Race       | 41,253 s      | 12            | -             | -             | 16         | 5          | -      | -      | 9    |

### Ringen
| Athleten                         | Wettbewerb       | 1. Runde            | 1. Runde | Achtelfinale         | Achtelfinale  | Viertelfinale | Viertelfinale | Halbfinale    | Halbfinale    | Hoffnungsrunde Viertelfinale | Hoffnungsrunde Viertelfinale | Hoffnungsrunde Halbfinale | Hoffnungsrunde Halbfinale | Hoffnungsrunde Finale | Hoffnungsrunde Finale | Finale        | Finale        | Rang |
| Athleten                         | Wettbewerb       | Gegner              | Ergebnis | Gegner               | Ergebnis      | Gegner        | Ergebnis      | Gegner        | Ergebnis      | Gegner                       | Ergebnis                     | Gegner                    | Ergebnis                  | Gegner                | Ergebnis              | Gegner        | Ergebnis      | Rang |
| -------------------------------- | ---------------- | ------------------- | -------- | -------------------- | ------------- | ------------- | ------------- | ------------- | ------------- | ---------------------------- | ---------------------------- | ------------------------- | ------------------------- | --------------------- | --------------------- | ------------- | ------------- | ---- |
| Freistil Frauen                  |                  |                     |          |                      |               |               |               |               |               |                              |                              |                           |                           |                       |                       |               |               |      |
| Mayelis Caripá                   | Klasse bis 48 kg | Freilos             | Freilos  | Alexandra Engelhardt | 3:1           | Iryna Merleni | 0:5           | ausgeschieden | ausgeschieden | ausgeschieden                | ausgeschieden                | ausgeschieden             | ausgeschieden             | ausgeschieden         | ausgeschieden         | ausgeschieden | ausgeschieden |      |
| Marcia Andrades                  | Klasse bis 55 kg | Walerija Scholobowa | 0:3      | ausgeschieden        | ausgeschieden | ausgeschieden | ausgeschieden | ausgeschieden | ausgeschieden | ausgeschieden                | ausgeschieden                | ausgeschieden             | ausgeschieden             | ausgeschieden         | ausgeschieden         | ausgeschieden | ausgeschieden |      |
| griechisch-römischer Stil Männer |                  |                     |          |                      |               |               |               |               |               |                              |                              |                           |                           |                       |                       |               |               |      |
| Luis Liendo                      | Klasse bis 60 kg | Freilos             | Freilos  | A. Kebispajew        | 1:3           | ausgeschieden | ausgeschieden | ausgeschieden | ausgeschieden | ausgeschieden                | ausgeschieden                | ausgeschieden             | ausgeschieden             | ausgeschieden         | ausgeschieden         | ausgeschieden | ausgeschieden | 12   |
| Wuileixis Rivas                  | Klasse bis 66 kg | Freilos             | Freilos  | Steeve Guénot        | 0:3           | ausgeschieden | ausgeschieden | ausgeschieden | ausgeschieden | ausgeschieden                | ausgeschieden                | ausgeschieden             | ausgeschieden             | ausgeschieden         | ausgeschieden         | ausgeschieden | ausgeschieden |      |
| Erwin Carabello                  | Klasse bis 96 kg | Ardo Arusaar        | 0:3      | ausgeschieden        | ausgeschieden | ausgeschieden | ausgeschieden | ausgeschieden | ausgeschieden | ausgeschieden                | ausgeschieden                | ausgeschieden             | ausgeschieden             | ausgeschieden         | ausgeschieden         | ausgeschieden | ausgeschieden |      |
| Freistil Männer                  |                  |                     |          |                      |               |               |               |               |               |                              |                              |                           |                           |                       |                       |               |               |      |
| Ricardo Roberty                  | Klasse bis 74 kg | Augusto Midana      | 1:3      | ausgeschieden        | ausgeschieden | ausgeschieden | ausgeschieden | ausgeschieden | ausgeschieden | ausgeschieden                | ausgeschieden                | ausgeschieden             | ausgeschieden             | ausgeschieden         | ausgeschieden         | ausgeschieden | ausgeschieden |      |
| José Díaz                        | Klasse bis 84 kg | Freilos             | Freilos  | Armands Zvirbulis    | 1:3           | ausgeschieden | ausgeschieden | ausgeschieden | ausgeschieden | ausgeschieden                | ausgeschieden                | ausgeschieden             | ausgeschieden             | ausgeschieden         | ausgeschieden         | ausgeschieden | ausgeschieden |      |

### Schießen
| Athleten       | Wettbewerb        | Qualifikation | Qualifikation | Finale        | Finale        | Ringe | Rang |
| Athleten       | Wettbewerb        | Ringe         | Rang          | Ringe         | Rang          | Ringe | Rang |
| -------------- | ----------------- | ------------- | ------------- | ------------- | ------------- | ----- | ---- |
| Frauen         |                   |               |               |               |               |       |      |
| Maribel Pineda | Sportpistole 25 m | 560           | 38            | ausgeschieden | ausgeschieden | 560   | 38   |
| Maribel Pineda | Luftpistole 10 m  | 365           | 45            | ausgeschieden | ausgeschieden | 365   | 45   |

### Schwimmen
| Athleten                                                 | Wettbewerb                 | Vorlauf      | Vorlauf | Halbfinale | Halbfinale | Finale      | Finale | Rang |
| Athleten                                                 | Wettbewerb                 | Zeit         | Rang    | Zeit       | Rang       | Zeit        | Rang   | Rang |
| -------------------------------------------------------- | -------------------------- | ------------ | ------- | ---------- | ---------- | ----------- | ------ | ---- |
| Frauen                                                   |                            |              |         |            |            |             |        |      |
| Arlene Semeco                                            | 50 m Freistil              | 25,56 s      | 3       | -          | -          | -           | -      | 28   |
| Arlene Semeco                                            | 100 m Freistil             | 56,90 s      | 7       | -          | -          | -           | -      | 33   |
| Andreina Pinto                                           | 400 m Freistil             | 4:08,45 min  | 6       | -          | -          | -           | -      | 15   |
| Andreina Pinto                                           | 800 m Freistil             | 8:46,23 min  | 3       | -          | -          | 8:29,28 min | 8      | 8    |
| Andreina Pinto                                           | 200 m Schmetterling        | 2:11,23 min  | 2       | -          | -          | -           | -      | 22   |
| Andreina Pinto                                           | 400 m Lagen                | 4:48,64 min  | 4       | -          | -          | -           | -      | 27   |
| Yanel Pinto                                              | 10 km Freiwasser           | –            | –       | –          | –          | 1:59:05,8 h | 14     | 14   |
| Männer                                                   |                            |              |         |            |            |             |        |      |
| Cristian Quintero                                        | 200 m Freistil             | 1:48,71 min  | 4       | -          | -          | -           | -      | 22   |
| Cristian Quintero                                        | 400 m Freistil             | 3:50,44 min  | 6       | -          | -          | -           | -      | 16   |
| Alejandro Gómez                                          | 1500 m Freistil            | 15:27,38 min | 7       | -          | -          | -           | -      | 23   |
| Albert Subirats                                          | 100 m Schmetterling        | 53,18 s      | 8       | -          | -          | -           | -      | 29   |
| Marcos Lavado                                            | 200 m Schmetterling        | 1:59,31 min  | 3       | -          | -          | -           | -      | 27   |
| Crox Acuna Octavio Alesi Marcos Lavado Cristian Quintero | 4 × 100-m-Freistil-Staffel | 3:22,68 min  | 7       | –          | –          | -           | -      | 15   |
| Erwin Maldonado                                          | 10 km Freiwasser           | –            | –       | –          | –          | 1:50:52,9 h | 13     | 13   |

### Segeln
Fleet Race
| Athleten      | Wettbewerb      | Qualifikation | Qualifikation | Medal Race    | Medal Race    | Punkte | Rang |
| Athleten      | Wettbewerb      | Punkte        | Rang          | Punkte        | Rang          | Punkte | Rang |
| ------------- | --------------- | ------------- | ------------- | ------------- | ------------- | ------ | ---- |
| Männer        |                 |               |               |               |               |        |      |
| Daniel Flores | Windsurfen RS:X | 289           | 31            | ausgeschieden | ausgeschieden | 289    | 31   |
| José Ruiz     | Laser           | 379           | 41            | ausgeschieden | ausgeschieden | 379    | 41   |

### Tischtennis
| Athleten      | Wettbewerb | 1. Runde       | 1. Runde | 2. Runde      | 2. Runde      | 3. Runde      | 3. Runde      | 4. Runde      | 4. Runde      | Viertelfinale | Viertelfinale | Halbfinale    | Halbfinale    | Finale        | Finale        | Rang |
| Athleten      | Wettbewerb | Gegner         | Ergebnis | Gegner        | Ergebnis      | Gegner        | Ergebnis      | Gegner        | Ergebnis      | Gegner        | Ergebnis      | Gegner        | Ergebnis      | Gegner        | Ergebnis      | Rang |
| ------------- | ---------- | -------------- | -------- | ------------- | ------------- | ------------- | ------------- | ------------- | ------------- | ------------- | ------------- | ------------- | ------------- | ------------- | ------------- | ---- |
| Frauen        |            |                |          |               |               |               |               |               |               |               |               |               |               |               |               |      |
| Fabiola Ramos | Einzel     | Krisztina Tóth | 3:4      | ausgeschieden | ausgeschieden | ausgeschieden | ausgeschieden | ausgeschieden | ausgeschieden | ausgeschieden | ausgeschieden | ausgeschieden | ausgeschieden | ausgeschieden | ausgeschieden | 49   |

### Turnen

#### Gerätturnen
| Athleten      | Wettbewerb       | Qualifikation | Qualifikation | Finale | Finale | Rang |
| Athleten      | Wettbewerb       | Punkte        | Rang          | Punkte | Rang   | Rang |
| ------------- | ---------------- | ------------- | ------------- | ------ | ------ | ---- |
| Frauen        |                  |               |               |        |        |      |
| Jessica López | Mehrkampf Einzel | 56,665        | 13            | 55,500 | 18     | 18   |

### Wasserspringen
| Athleten           | Wettbewerb        | Vorkampf | Vorkampf | Halbfinale    | Halbfinale    | Finale        | Finale        | Rang |
| Athleten           | Wettbewerb        | Punkte   | Rang     | Punkte        | Rang          | Punkte        | Rang          | Rang |
| ------------------ | ----------------- | -------- | -------- | ------------- | ------------- | ------------- | ------------- | ---- |
| Frauen             |                   |          |          |               |               |               |               |      |
| Jocelyn Castillo   | Kunstspringen 3 m | 266,00   | 23       | ausgeschieden | ausgeschieden | ausgeschieden | ausgeschieden | 23   |
| Männer             |                   |          |          |               |               |               |               |      |
| Edickson Contreras | Kunstspringen 3 m | 301,45   | 28       | ausgeschieden | ausgeschieden | ausgeschieden | ausgeschieden | 28   |
| Robert Páez        | Kunstspringen 3 m | 382,60   | 25       | ausgeschieden | ausgeschieden | ausgeschieden | ausgeschieden | 25   |